# Semiothisa subcelata
Semiothisa subcelata là một loài bướm đêm trong họ Geometridae.